# Patrimonio nazionale
Patrimonio nazionale (Patrimonio nacional) è un film del 1981 diretto da Luis García Berlanga.